# Simon Veit

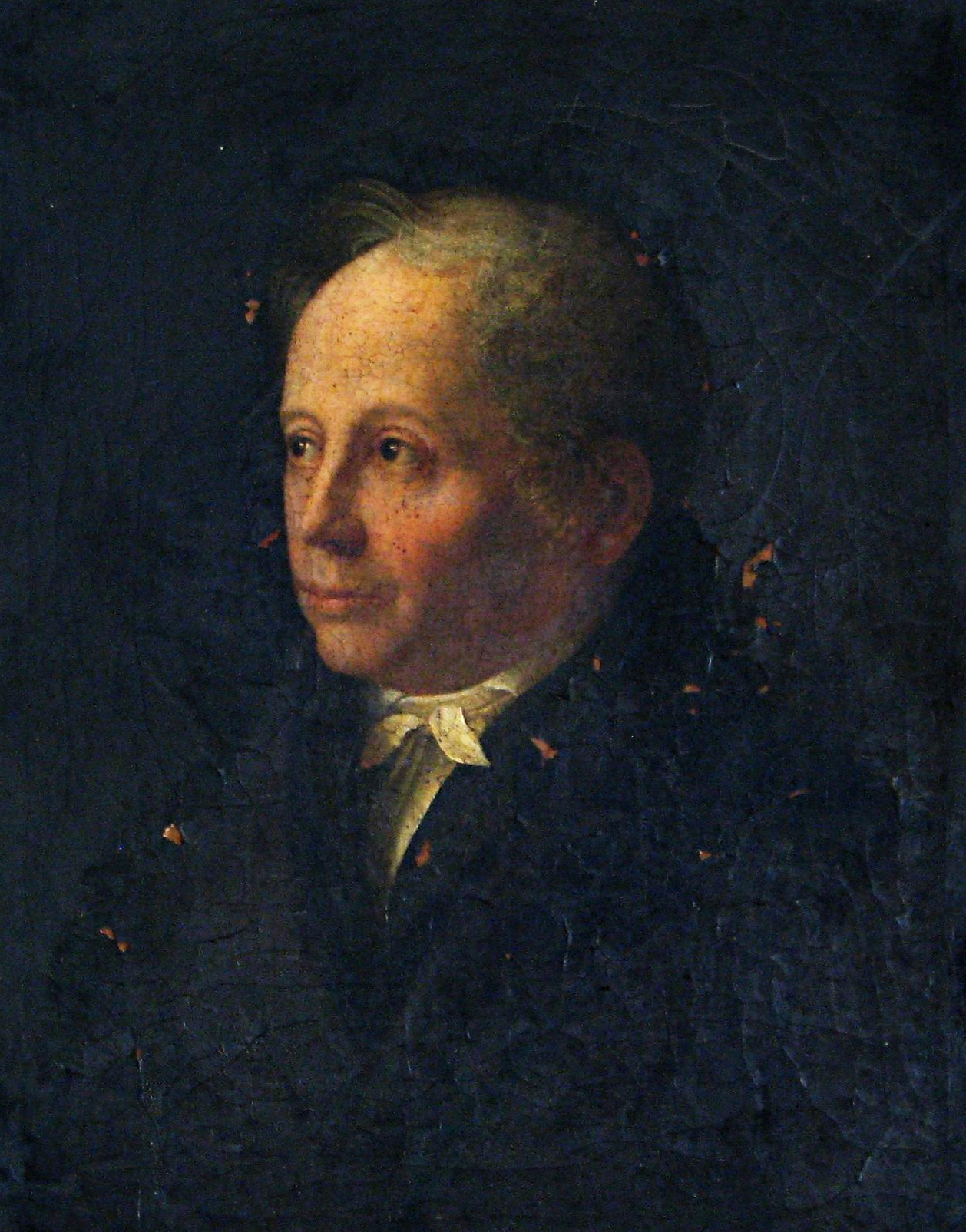
Johannes Veit: Porträt Simon Veit, 1809–1810 Öl auf Leinwand, 63 cm × 49 cm; Jüdisches Museum Berlin, Schenkung von Gershon und Loretta Konirsch, Foto: Kai-Annett Becker

Simon Veit (* 25. Mai 1754 in Berlin; † 1. Oktober 1819 ebenda) war ein Berliner Kaufmann und Bankier.

## Leben
Sein Vater Juda Veit (1710–1786) war Baumwollfabrikant. Simon gründete 1780 zusammen mit seinen Brüdern Salomon (1751‒1827) und David (1753‒1835) das Bankhaus Gebrüder Veit. Der Großvater väterlicherseits war Kurhessischer Landrabbiner in Witzenhausen, der mütterliche Großvater Gründer der ersten Samtfabrik in Preußen. Er entstammte einer der fünfzig jüdischen Familien, die im 17. Jahrhundert aus Wien vertrieben worden waren und sich auf Einladung des Großen Kurfürsten in Brandenburg niederließen. Die Familie gehörte zur jüdischen Oberschicht und besaß einen der raren Schutzbriefe, die auch den Nachkommen das Aufenthaltsrecht gewährten (Generalprivilegierte). Bekannt ist Simon Veit vor allem als erster Ehemann von Brendel Mendelssohn (1764–1839), der späteren Dorothea Schlegel, und als Vater der berühmt gewordenen Söhne Johannes und Philipp Veit. Moses Mendelssohn hatte den Gatten für seine Tochter ausgewählt, er schätzte Simon Veit, der auch an seinen „Morgenstunden“ teilnahm, und der, da er den Schutzbrief hatte, der Tochter Sicherheit bieten konnte.
Simon Veit und Brendel Mendelssohn wurden 1778 verlobt und heirateten 1783. Brendel gebar vier Kinder, von denen zwei überlebten: 1790 wurde Jonas, 1793 Philipp geboren. Beide konvertierten wie ihre Mutter zum Katholizismus und wurden als Maler (Nazarener) berühmt. Nach fast sechzehn Jahren unglücklicher Ehe ließ sich Brendel 1799 scheiden und lebte erst in wilder, dann in protestantischer und schließlich in katholischer Ehe mit Friedrich Schlegel. Simon Veit behielt den älteren Sohn, Jonas (später Johannes) bei sich. Philipp, der zunächst bei der Mutter aufwuchs, zog mit 15 Jahren zum Vater. Simon Veit ist nicht konvertiert, er hat sich, angeregt von seinen Söhnen und seiner geschiedenen Frau, für deutsche Literatur und Kunst interessiert. Sowohl seine Ex-Frau wie auch die Söhne wurden zeit seines Lebens von ihm finanziell unterstützt. Er war Mitglied der Börsencorporation, unterstützte die Vorschläge David Friedländers zur Neuorganisation des jüdischen Gottesdienstes, unterstützte arme Verwandte und nichtjüdische Arme. Nach Moses Mendelssohns Tod war Simon Veit Berater und Beistand von dessen Ehefrau Fromet; ein aufgeklärter, toleranter jüdischer Kaufmann und Wohltäter.

## Nachweise
1. ↑  Todesanzeige in Berlinische Nachrichten Von Staats- und gelehrten Sachen vom 7. Oktober 1819, 1. Beilage, 4. Seite.

| Personendaten    | Personendaten                 |
| ---------------- | ----------------------------- |
| NAME             | Veit, Simon                   |
| KURZBESCHREIBUNG | Berliner Kaufmann und Bankier |
| GEBURTSDATUM     | 25. Mai 1754                  |
| GEBURTSORT       | Berlin                        |
| STERBEDATUM      | 1. Oktober 1819               |
| STERBEORT        | Berlin                        |